# Crisis de Tumu
La crisis de Tumu (en chino tradicional, 土木之變; en chino simplificado, 土木之变; en mongol: Тумугийн тулалдаан) fue un conflicto fronterizo entre la dinastía Yuan del Norte y la dinastía Ming. El líder oirat de Yuan del Norte, Esen Taishi, capturó al emperador Yingzong de Ming el 1 de septiembre de 1449.

## Nombre
A este evento también se le llamó Crisis de la Fortaleza de Tumu (en chino tradicional, 土木堡之變; en chino simplificado, 土木堡之变) o Batalla de Tumu (en chino, 土木之役).

## Inicio del conflicto
En julio de 1449, Esen Taishi lanzó una invasión a gran escala a Ming con su títere khagan Toqtaq-Buqa. Personalmente avanzó hacia Datong (a la provincia norteña de Shanxi) en agosto. El funcionario eunuco Wang Zhen, que dominaba la corte Ming, alentó al emperador Yingzong de Ming, de 22 años, a liderar sus propios ejércitos en las batallas contra Esen. El tamaño del ejército de Esen es desconocido, pero la mejor estimación sitúa un ejército de 20.000 hombres. El ejército de Ming, de aproximadamente 500.000 personas, se reunió apresuradamente; su comandancia estaba compuesta por 20 generales experimentados y un gran séquito de funcionarios civiles de alto rango, con Wang Zhen como mariscal de campo.
El 3 de agosto del mismo año, el ejército de Esen aplastó a un ejército Ming mal abastecido en Yanghe, justo dentro de la muralla china. El mismo día el Emperador nombró como regente a su medio hermano Zhu Qiyo. Al día siguiente partió de Pekín hacia el Paso Juyong. El objetivo era una marcha corta y brusca hacia el oeste hasta Datong a través de la guarnición de Xuanfu, una campaña hacia la Estepa y después el regreso a Pekín por una ruta hacia el sur a través de Yuzhou. Inicialmente la marcha estuvo empantanada por fuertes lluvias. En el paso de Juyong, los funcionarios civiles y generales querían enviar al Emperador de vuelta a Pekín, pero Wang Zhen rechazó la propuesta. El 16 de agosto, el ejército llegó al campo de batalla de Yanghe, que se encontraba lleno de cadáveres. Cuando llegó a Datong el 18 de agosto, los informes de los comandantes de la guarnición persuadieron a Wang Zhen de que la campaña en la estepa iba a ser demasiado peligrosa. Se declaró que la "expedición" concluyó victoriosamente y el 20 de agosto el ejército partió de regreso hacia Ming.

## Wang Zhen
Temiendo que los turbulentos soldados causaran daños a sus propiedades en Yuzhou, Wang Zhen decidió atacar al noreste y regresar por la misma ruta expuesta por la que habían venido. El ejército llegó a Xuanfu el 27 de agosto. El 30 de agosto, las fuerzas de Yuan del Norte atacaron la retaguardia al este de Xuanfu y la aniquilaron. Poco después, aniquilaron una nueva y poderosa retaguardia de caballería, dirigida por el anciano general Zhu Yong, en Yaoerling. El 31 de agosto, el ejército imperial acampó en la estación de correos de Tumu. Wang Zhen rechazó la sugerencia de sus ministros de que el emperador se refugiara en la ciudad amurallada de Huailai, apenas 45 km por delante.
Esen envió una fuerza de avanzada para cortar el acceso al agua de un río al sur del campamento Ming. En la mañana del 1 de septiembre habían rodeado al ejército Ming. Wang Zhen rechazó cualquier oferta de negociación y ordenó al confundido ejército que avanzara hacia el río. Se produjo una batalla entre el desorganizado ejército de Ming y la vanguardia del ejército de Esen (Esen no estuvo en la batalla). El ejército Ming básicamente se disolvió y casi fue aniquilado. Las fuerzas de Yuan del Norte capturaron una gran cantidad de armas y armaduras mientras mataban a la mayoría de las tropas Ming. Todos los generales Ming de alto rango y los funcionarios de la corte fueron asesinados. Según algunos relatos, Wang Zhen fue asesinado por sus propios oficiales. El emperador fue capturado y el 3 de septiembre fue enviado al campamento principal de Esen cerca de Xuanfu.

## Consecuencias
Toda la expedición había sido innecesaria, mal concebida y mal comandada. La victoria del Yuan del Norte fue ganada por una vanguardia de quizás tan solo 5.000 jinetes. Esen, por su parte, no estaba preparado para tal importante victoria, ni para la captura del emperador de Ming. Al principio, intentó utilizar al emperador capturado para obtener un rescate y negociar un tratado favorable que incluyera beneficios comerciales. Sin embargo, su plan fue frustrado debido al firme liderazgo del comandante Ming en la capital, el general Yu Qian . Los líderes Ming rechazaron la oferta de Esen, y Yu afirmó que el país era más importante que la vida de un emperador.
Los Ming nunca pagaron un rescate por el regreso del emperador, y Esen lo liberó cuatro años después. El mismo Esen se enfrentó a crecientes críticas por no haber explotado su victoria sobre los Ming y fue asesinado seis años después de la batalla en 1455.

## Estadísticas
Las fuerzas de Ming eran de alrededor de 500.000 soldados, mientras que las fuerzas Oirates sumaron 20.000 tropas. Los Ming sufrieron una derrota catastrófica, aturdidora y total. El emperador de Ming fue capturado y todo su ejército fue masacrado. 500.000 soldados Ming fueron asesinados en 1 batalla por solo 20.000 guerreros Oirat. Se desconoce exactamente cuántas bajas sufrieron los Oirat, pero algunas estimaciones lo sitúan en torno a las 3000.

### Citas
- Barfield, Thomas J (1992). The Perilous Frontier. Cambridge, Massachusetts: Blackwell publishers. p. 242. ISBN 1-55786-043-2.

## Otras lecturas
- "Cambridge History of China, Volume 7, The Ming Dynasty", editado por Twitchett y Mote, 1988.
- Federico W. Mote. "El incidente de T'u-Mu de 1449". En Chinese Ways in Warfare, editado por Edward L. Dreyer, Frank Algerton Kierman y John King Fairbank. Cambridge, MA: Prensa de la Universidad de Harvard, 1974.
- The Perilous Frontier, capítulo 7, 'Lobos esteparios y tigres del bosque: los Ming, los mongoles y los manchúes', Thomas J Barfield

- Datos: Q1196236